# Apêndice vermiforme
O apêndice vermiforme (anteriormente denominado apêndice cecal, apêndice ileocecal ou apêndice vermicular) é uma pequena extensão tubular terminada em fundo cego, localizado no ceco, a primeira porção do intestino grosso, e existe em muitos mamíferos. Após alguns centímetros (comumente cinco centímetros, variando de um a vinte centímetros) termina em fundo cego. Este órgão está anatomicamente localizado no quadrante ilíaco direito.

## Vestigialidade
O apêndice cecal é um vestígio de um órgão redundante (estrutura vestigial) que nas espécies ancestrais tinha funções digestivas, da mesma forma que nas espécies existentes — onde a flora intestinal hidrolisa a celulose e materiais vegetais indigestos semelhantes. 
Em consonância com a possibilidade de estruturas vestigiais desenvolverem novas funções, algumas pesquisas sugerem que o apêndice pode se proteger contra a perda de bactérias simbióticas que auxiliam na digestão, embora seja improvável que seja uma função nova, dada a presença de apêndices vermiformes em muitos herbívoros. As populações bacterianas intestinais entrincheiradas no apêndice podem apoiar o rápido restabelecimento da flora do intestino grosso após uma doença ou envenenamento.

## Função moderna

Apêndice com estruturas circundantes.

Os pesquisadores deduzem que o apêndice tem a capacidade de proteger boas bactérias no intestino. Dessa forma, quando o intestino é afetado por um surto de diarreia ou outra doença que limpa o intestino, as boas bactérias do apêndice podem repovoar o sistema digestivo e manter o indivíduo saudável. Em 2007, um estudo publicado na revista Journal of Theoretical Biology sugeriu que a função moderna do apêndice ainda está de facto relacionada com a população de bactérias que habita e ajuda o sistema digestivo. 
Outras pesquisas sobre o apêndice vermiforme defendem que ele aumenta a extensão da superfície do muco intestinal para secreção e absorção” e que faz parte do sistema imunológico, produzindo glóbulos brancos no período da infância, tendo um funcionamento semelhante ao timo. Embora possa desempenhar tais tarefas, essa estrutura pode infeccionar, causando a apendicite, o que leva à sua remoção cirúrgica.